# Gnome BitTorrent
GNOME BitTorrent là một trình khách có sẵn trong các phiên bản của giao diện người dùng GNOME. Nó rất dễ để sử dụng và tích hợp chặt chẽ với hệ điều hành *nix. Nhưng nó có một nhược điểm là rất ít tính năng như tính năng hàng đợi và thiếu nhiều thông tin chi tiết về tệp đang tải.